# 시멘타이트

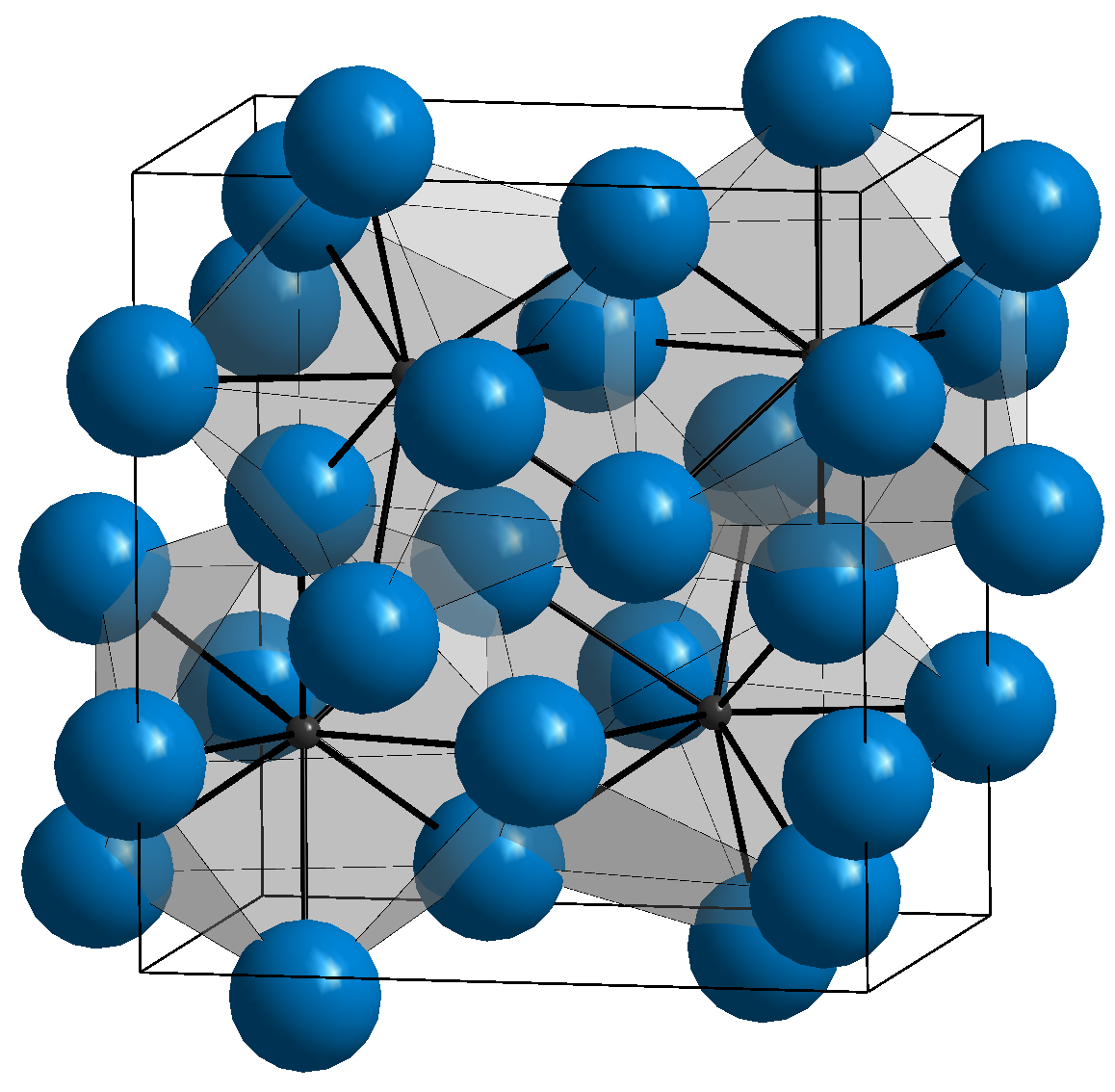
시멘타이트의 결정 구조

시멘타이트(Cementite)는 Fe3C의 화학식을 가지는 철의 준안정한 탄화물이다. 시멘타이트는 준안정하기 때문에 탄소가 조금 녹은 철과 흑연으로 석출되는 것이 가장 안정하다. 하지만 이러한 변태는 에너지 장벽이 너무 커서 거의 일어나지 않으며 고온에서는 천천히 오스테나이트와 흑연으로 분해된다.